# Uniland
Uniland fou una empresa cimentera establerta a Catalunya, fundada el 1973 per la fusió de Cementos Fradera i Cementos y Cales Freixa. Va arribar a acaparar el 50% de la producció de cimentera de Catalunya i el 10% de la d'Espanya. El 2006 va ser adquirida per Cementos Valderrivas, part de FCC.

## Història
Cementos Fradera fou fundada l'any 1896 com a M.C. Butsems & Fradera, per Marià-Carles Butsems i Just i Josep Fradera i Camps. Fabricava ciment, amb una planta a Vallcarca. Cementos y Cales Freixa, amb fàbrica a Santa Margarida i els Monjos, fou comprada l'any 1901 pel banquer Antoni Freixa i Coma.
El 2006 va ser adquirida per Cementos Portland Valderrivas, una filial de Fomento de Construcciones y Contratas, per 1.092 milions d'euros (un 51% del capital). En el moment de la venda comptava amb dues fàbriques de ciment (Santa Margarida i els Monjos i Vallcarca), 27 plantes de formigó, set plantes d'àrids i vuit pedreres. A més d'una fàbrica de ciment, quatre plantes de formigó i una pedrera a Tunísia. A Llatinoamèrica està instal·lada a l'Argentina amb dues fàbriques de ciment, sis plantes de formigó i dues pedreres, i l'Uruguai, amb una fàbrica de ciment, quatre plantes de formigó i una pedrera. També tenia una terminal de ciment a l'estat de Louisiana (Estats Units) i una altra a Ipswich (Gran Bretanya). La xifra de negocis el 2005 fou de 447ME; amb un EBITDA de 155 milions.
Els seus accionistes van obtenir un imports de gairebé 1.600 milions d'euros per la venda, en el moment més àlgid de l'economia, poc abans que petés la bombolla financera.
Després d'uns anys mantenint totes dues marques, el 2015 FCC va començar un procés de reestructuració per unificar les seves marques, deixant de fer servir UNILAND com a nom comercial.
El 2017 un grup d'activistes va reclamar que es deixin de cremar residus a l'antiga fàbrica de Santa Margarida i els Monjos.

## Presidents
Llista incompleta de presidents d'Uniland
- Pedro Ferreras Diez (2003-2005)[5]
- Joan Rosell i Lastortras (2005-2006)[6]
- José Ignacio Martínez-Ynzenga (2006-)[7]